# Campanya alemanya a Angola
Abans de la declaració oficial de guerra entre Alemanya i Portugal (març de 1916), les tropes alemanyes i portugueses es van enfrontar diverses vegades a la frontera entre l'Àfrica Sud-occidental Alemanya i Àfrica Occidental Portuguesa (actualment Angola).
Els alemanys van guanyar la majoria d'aquests enfrontaments i van ser capaços d'ocupar la regió de Cunene, al sud d'Àfrica Occidental Portuguesa, fins que els portuguesos van recuperar el control uns dies abans que finalitzés la campanya britànica de Sud-àfrica que va derrotar els alemanys.

## Antecedents
Entre 1911 fins al juliol de 1914, els imperis alemany i britànic van negociar en secret sobre el possible desmembrament de l'Àfrica Occidental Portuguesa. La major part del territori cauria en mans dels alemanys. Angola-Bund, fundada el 1912, va ser l'organització alemanya per a promoure aquesta adquisició.
Abans de l'inici de la Primera Guerra Mundial, el govern portuguès havia enviat reforços a la frontera sud de la colònia. Després de l'esclat de la guerra, la frontera entre Àfrica Sud-occidental Alemanya i Àfrica Occidental Portuguesa es va mantenir oberta. Els alemanys confiaven que podrien passar aliments, i fins i tot tropes, a través de la frontera. No obstant això, el govern colonial portuguès va ser bastant hostil i va tractar de frustrar tot el comerç possible. Uns quants ciutadans alemanys a Angola van ser internats.

## La campanya
La campanya al sud d'Àfrica Occidental Portuguesa va començar abans que es declarés l'estat de guerra formal entre Alemanya i Portugal. Els primers enfrontaments es van produir entre l'octubre de 1914 i el juliol de 1915; Alemanya no va declarar la guerra a Portugal fins al 9 de març de 1916.
Degut a la possibilitat d'un atac d'Àfrica Sud-occidental Alemanya, les forces portugueses al sud d'Àfrica Occidental Portuguesa van ser reforçades per una expedició militar dirigida pel tinent coronel Alves Roçadas, que va arribar a Moçâmedes l'1 d'octubre de 1914.
Des de mitjans de 1914, s'havien produït diversos incidents entre les tropes portugueses i alemanyes. La primera d'elles va ser el greu incident de Naulila el 19 d'octubre, on tres oficials alemanys, que dirigien una columna militar que havia entrat a la colònia portuguesa sense el permís de les autoritats portugueses, van ser assassinats per les tropes portugueses.
El 31 d'octubre, tropes alemanyes armades amb metralladores van llançar un atac sorpresa al petit lloc d'avançada portuguès en Cuangar, matant a 2 oficials, 1 sergent, 5 soldats i 1 civil. L'atac es va conèixer com la «la massacre de Cuangar».
El 18 de desembre va ocórrer el major xoc de la campanya. Una força alemanya de 2.000 homes sota el comandament del Major Victor Franke va atacar a les forces portugueses situades en Naulila. Després d'una tenaç resistència, els portuguesos van ser obligats a retirar-se cap a la regió d'Humbe, amb 69 soldats morts (entre ells 3 oficials), 76 ferits, (entre ells 1 oficial) i 79 presoners (entre ells 3 oficials), mentre que els alemanys van perdre 12 soldats morts i 30 ferits (entre ells 10 oficials). Després de l'explosió del magatzem de municions de Forte Roçadas, els portuguesos també van abandonar Humbe, retirant-se més al nord.
El 7 de juliol de 1915, les forces portugueses sota el comandament del general Pereira d'Eça van tornar a ocupar la regió d'Humbe. Dos dies després, les forces alemanyes del sud d'Àfrica occidental es van rendir, posant fi a la Campanya de Sud-àfrica Occidental.
Fins a setembre de 1915, els portuguesos va continuar lluitant al sud d'Àfrica Occidental Portuguesa contra els grups locals que es van resistir a l'ocupació colonial, i que en part havien rebut armes dels alemanys.